# Estany de la Collada
L'Estany de la Collada és un llac que es troba en el terme municipal de la Vall de Boí, a la comarca de l'Alta Ribagorça, i dins del Parc Nacional d'Aigüestortes i Estany de Sant Maurici.	
L'Estany és a tocar de la Collada, d'aquí el seu nom.
El llac, d'origen glacial, està situat a 2.453 metres d'altitud. Té 1,6 hectàrees de superfície i 15 metres de fondària màxima. Situat en la Vall de Morrano, drena cap a l'oest, per precipitar-se al Barranc de Morrano.
Cal remarcar al seu voltant: la Pala de Morrano (NO), la Collada (NE), el Pic de Dellui (SE), i l'Estany Xic (SSE).

## Rutes[3]
Dues són les opcions principals, que coincideixen amb les de la Collada:
- Per la Vall de Morrano, dirigint-se al coll des del Pletiu de Damont de Morrano.
- Per la Vall de Dellui, atacant el coll des del sud-oest de l'Estany de Dellui.